# معضلة المسافر
في نظرية الألعاب، تعتبر معضلة المسافر والتي يشار لها اختصاراً بـ TD، من الألعاب التي تعرف بألعاب «المجموع غير الصفري». يلعبها لاعبان، يحاول كل منهم مضاعفة أرباحه إلى الحد الأقصى دون القلق من أرباح اللاعب الآخر.
وضع اللعبة للمرة الأولى كاوشيك باسو عام 1994، وهي كما يلي:
تفقد إحدى خطوط الطيران حقيبتين تعود ملكيتهما لمسافرين اثنين. ويصدف أن تكون الحقيبتان متشابهتين لحد التطابق وتحتويان الأغراض نفسها. يقوم مدير شركة الطيران بتكليف أحدهم لتسوية مطالبات المسافرين وتوضيح أن الشركة مسؤولة عن التعويض عن كل حقيبة بمبلغ 100 دولار كحد أقصى (علماً بأنه لا يستطيع تقدير قيمة محتويات كل حقيبة). حتى يقوم بتحديد قيمة تقديرية صادقة وقريبة للواقع، يتم مقابلة كل مسافر على حدا (بحيث لا يؤثر أي منهما على الآخر) ويطلب منه وضع قائمة بقيمة كل غرض بحيث لا تقل القيمة عن دولارين ولا تزيد عن 100 دولار. كما يتم إعلامهما أنه إن تطابقت أرقامهما، سيتم اعتماد ذلك الرقم كقيمة حقيقية للحقيبتين وستلتزم الشركة بدفع القيمة كتعويض لكليهما. لكن إن كتب أحدهما رقماً أصغر من رقم الآخر، سيتم اعتماد الرقم الأصغر كقيمة للحقيبة وسيحصل كل منهما على ذلك المبلغ بالإضافة إلى مبلغ إضافي مقداره دولارين يدفع للمسافر الذي كتب القيمة الأقل، ويخصم مبلغ الدولارين من المسافر الذي كتب القيمة الأعلى. والتحدي هنا هو: ما هي الاستراتيجية التي يجب أن يتبعها كل مسافر لتحديد القيمة التي يجب أن يكتبها؟"
قد يعتقد القارئ أن أفضل خيار هو أن يكتب كل مسافر مبلغ 100 دولار، وهو أقصى تعويض تسمح به شركة الطيران. بشكل ملحوظ، سيعتقد العديدون – خلافاً للحدس – سيكون أمثل خيار للمسافر (بما يتوافق مع توازن ناش) هو دولارين؛ بمعنى لأن القيمة التي سيقدرها المسافر ستتوافق مع أقل مبلغ يسمح به مدير شركة الطيران.
لفهم هذه النتيجة المتناقضة، دعنا ندقق في التحليل التالي بدلاً من من البرهان السابق الغريب.
- زينة، سافرت على متن إحدى طائرات الشركة، وفقدت حقيبتها. طُلب إليها أن تقدّر قيمة المفقودات. اتجه تفكير زينة نحو الخيار الأول وهو «100 دولار»، أي أقصى قيمة مسموحة.
- بعد التفكير، تدرك زينة أن زميلها المسافر عُمر قد يطلب 100 دولار أيضاً. لذا تقوم بتغيير رأيها، وتقرر أن يكون تقديرها 99 دولار، أي أنه إذا كان تقدير عمر 100 دولار، فإنه سيدفع 101 دولار.
- لكن عمر، الذي يقف نفس موقف زينة، قد يفكر في طلب 99 دولار أيضاً. لذا تقرر زينة تغيير رأيها مرة أخرى وطلب 98 دولاراً. أي أن عمر لو قرر طلب 99 دولار فإنه سيدفع 100 دولار. وهذا أكثر من الـ 99 دولار التي ستتسلمها زينة لو أنهما طلبا 99 دولاراً.
- تستمر سلسلة التفكير هذه حتى تقرر زينة طلب دولارين فقط – وهو أقل مبلغ مسموح.

فيما يلي برهان آخر:
- إذا أرادت زينة أن تحصل على القيمة القصوى لتعويضها، فإن اختيار 99 دولار يلغي اختيار 100 دولار. إذا اختار عمر أي قيمة بين 2 و 98 دولار، فإن 99 و 100 دولار تعطيه نفس التعويض. إذا اختار عمر 99 أو 100، فإن اختيار 99 يمنح زينة دولاراً إضافياً.
- باستخدام خط تفكير آخر، نجد أن اختيار 98 دولار أفضل من اختيار 99 دولار دائماً بالنسبة لزينة. أما الحالة الوحيدة التي يكون فيها اختيار 99 دولار أفضل من اختيار 98 دولار، هي إذا كان اختيار عمر 100 دولار. لكن إذا كان عمر يسعى للحصول على القيمة القصوى للتعويض، فإنه سيختار 99 دولار بدلاً من 100 دولار.
- يمكن تطبيق خط التفكير هذا على كل خيارات زينة حتى تصل إلى مبلغ دولارين، وهي أقل قيمة.

إن نتيجة (دولارين، دولارين) هي ما يعرف بـتوازن ناش.
عند لعب هذه اللعبة بشكل تجريبي، فإن معظم المشاركين يختارون القيمة 100 دولار أو قيمة قريبة منها، بما فيهم أولئك الذين لم يفكروا بالقرار منطقياً وأولئك الذين يعتقدون أنهم يختارون اختياراً غير عقلاني. إضافة لذلك، يُكافئ المسافرين بالخروج من توازن ناش في اللعبة والحصول على مكافئات أعلى قيمة مما كانوا سيحصلون عليه باستخدام الاستراتيجية العقلانية البحتة.